# Верпаковскис, Илмар
И́лмар Владиславович Верпако́вскис (латыш. Ilmārs Verpakovskis; 15 октября 1958, Рига — 6 февраля 2022) — советский и латвийский футболист. Мастер спорта СССР (1989). Считался хорошим пенальтистом, был скоростным и техничным футболистом, имел хороший пас и удар. Тренер.

## Биография
Большую часть карьеры провёл в «Звейниексе» из Лиепаи, который играл во второй лиге СССР, в 1989 году провёл один сезон за рижскую «Даугаву» в Первой союзной лиге.
Участник первого матча в истории сборной Латвии после её обретения независимости от СССР, что проходил 8 апреля 1992 года в Бухаресте против Румынии. Илмар появился на поле во втором тайме, когда уже был установлен окончательный счёт. Более игр за первую команду страны не имеет, если не считать участия в Кубке Балтики 1991 года.
В середине 1990-х годах был играющим тренером клуба первой лиги лиепайской «Балтики», где также играл его сын Марис, ставший в 2000-х годах одним из лидеров сборной Латвии. Марис зарабатывал много пенальти, играя в нападении, а Илмар, реализовав все их, стал лучшим бомбардиром команды в один из сезонов.